# Stenodactylus
Stenodactylus (Короткопалий гекон) — рід геконоподібних ящірок родини геконових (Gekkonidae). Представники цього роду мешкають в Північній Африці і в Західній Азії.

## Опис
Короткопалі гекони — це невеликі ящірки, довжина яких становить 7-8 см. Шкіра тонка. Колір шкіри різниться у залежності від місця — здебільшого світлий. Пальці на лапах дуже вузькі, на що вказує родова назва. У випадку небезпеки ящірки можуть відкидати хвоста. Під час руху на піску залишають слід у вигляді зірочок. 
Короткопалі гекони віддають перевагу піщаним та кам'янистим ґрунтам. Вдень вони ховаються під камінням або у норах гризунів. Дуже добре бігають та лазають. Ведуть нічний спосіб життя. Живляться комахами та їх личинками. Відкладають яйця, зазвичай у травні-червні, в кладці до 2 яєць. За сезон самиці можуть відкласти до 2 кладок.

## Види
Рід Stenodactylus нараховує 10 видів:
- Stenodactylus affinis (Murray, 1884)
- Stenodactylus doriae (Blanford, 1874)
- Stenodactylus grandiceps Haas, 1952
- Stenodactylus leptocosymbotes Leviton & Anderson, 1967
- Stenodactylus mauritanicus Guichenot, 1850
- Stenodactylus petrii Anderson, 1896
- Stenodactylus slevini Haas, 1957
- Stenodactylus stenurus Werner, 1899
- Stenodactylus sthenodactylus (Lichtenstein, 1823)
- Stenodactylus yemenensis Arnold, 1980

## Етимологія
Наукова назва роду Stenodactylus походить від сполучення слів дав.-гр. στηνος — вузький, тонкий і δακτυλος — палець.